# Salamanca (provins)
 For alternative betydninger, se Salamanca (flertydig). (Se også artikler, som begynder med Salamanca)
Salamanca er en provins i det vestlige Spanien, i den vestlige del af den autonome region Castilien og Leon. Den grænser til provinserne Zamora, Valladolid og Ávila og Cáceres og til Portugal. Provinsen har et areal på 12.349 km².
Det bor omkring 355.000 indbyggere i provinsen, og tæt ved halvdelen af disse bor i provinshovedstaden Salamanca. Der er 362 kommuner i provinsen, men mere end halvdelen af landsbyerne har færre end 300 indbyggere.